# Narciso Sabbadini
Narciso Sabbadini (Casalmoro, 1912 – Mantova, 14 aprile 2007) è stato un compositore e violinista italiano.
Dopo essersi diplomato in violino al Conservatorio di Parma, dove fu allievo di Giorgio Federico Ghedini, insegnò presso lo stesso conservatorio. In seguito fu insegnante presso la Scuola di musica di Mantova, portandola a diventare un conservatorio statale, il Conservatorio Lucio Campiani, del quale fu poi direttore per quasi trent’anni.
Ha composto l'opera lirica Cecilia, musiche per orchestra, musica da camera, musica corale e liriche per canto e pianoforte. Nel 1954 vinse il 1º premio del concorso di composizione di Trieste. Il suo oratorio La Divina Provvidenza, composto in occasione della canonizzazione di Don Giovanni Calabria, fu eseguito in prima assoluta al Teatro Filarmonico di Verona il 21 aprile 1999. Con l'orchestra diretta da Romano Gandolfi vi parteciparono il soprano Paola Sanguinetti, i tenori Alfredo Nigro e Mario Pagano, il basso Emidio Guidotti, il coro Prague Chamber Choir e I Virtuosi di Praga.
Ha pubblicato alcuni testi didattici: 
- Metodo per lo studio della musica corale e direzione di coro (1967)
- Metodo per la lettura misurata difficile nel setticlavio (1986)
- Metodo completo per lo studio della composizione (1990)
- Bassi da realizzare per il corso di armonia principale (1991)